# 1/48 ミリタリーミニチュアシリーズの一覧
1/48 ミリタリーミニチュアシリーズの一覧は、タミヤより発売されている、1/48スケールのミリタリーモデルの一覧である。

## 製品一覧
1. Pkw.K1 キューベルワーゲン82型

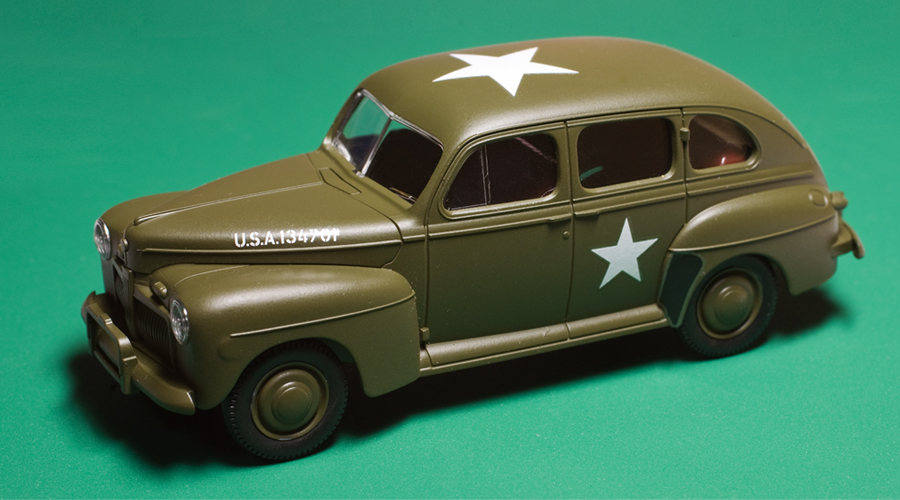
No.59 アメリカ陸軍 1942年型スタッフカー

2. ケッテンクラート牽引セット（インファントリーカート・ゴリアテ付き）
3. Pkw.K1 キューベルワーゲン82型（アフリカ仕様）
4. ドイツ重戦車 タイガーI 初期生産型
5. アメリカ M4シャーマン戦車（初期型）
6. Pkw.K2s シュビムワーゲン166型
7. ドイツIII号突撃砲 B型
8. レンガ・土のう・バリケードセット
9. 道標セット
10. ジェリカンセット
11. ドイツ駆逐戦車 ヘッツァー中期生産型
12. WWII ドイツ国防軍歩兵チーム
13. WWII アメリカ歩兵 GIセット
14. WWII ドイツ装甲擲弾兵チーム
15. ソビエト中戦車T34/76 1941年型（鋳造砲塔）
16. イギリス・ブレンガンキャリヤーMk.II
17. シトロエン11CV スタッフカー
18. ドイツIV号戦車J型
19. アメリカM10駆逐戦車（中期型）
20. ドイツV号戦車 パンサーG型
21. WWII ソビエト 戦車搭乗歩兵セット
22. ドイツ駆逐戦車 ヤークトパンサー (後期型)
23. アメリカ M4A1 シャーマン戦車
24. ドイツIII号戦車L型
25. ドイツIII号突撃砲G型
26. WWII イギリス歩兵セット
27. ソビエト自走砲 SU-122
28. イギリス巡航戦車 クロムウェルMk.IV
29. ドイツ重戦車 タイガーI 極初期生産型 （アフリカ仕様）
30. WWII ドイツ歩兵行軍セット
31. フォルクスワーゲン タイプ82E（ポーランド語版） スタッフカー
32. イギリス戦車 シャーマンIC ファイアフライ
33. ドイツ航空機用電源車 ケッテンクラート牽引セット
34. クルップ プロッツェ 6輪軽トラック
35. ソビエト KV-1重戦車
36. ドイツ重戦車 キングタイガー （ヘンシェル砲塔）
37. アメリカ戦車 M26パーシング
38. ソビエト KV-2重戦車 ギガント
39. ドイツ重戦車 キングタイガー （ポルシェ砲塔）
40. ドイツIII号突撃砲G型 （初期型）
41. イギリス巡航戦車クルセーダーMk.I/II
42. ソビエト･フィールドカー GAZ-67B
43. ドイツ III号戦車N型
44. ドイツIV号対空戦車 ヴィルベルヴィント
45. ソビエト KV-1重戦車 （増加装甲型）
46. イギリス クルセーダーMk.III 対空戦車Mk.III
47. WWII ドイツ戦車兵野戦整備セット
48. アメリカ 2 1/2トン 6×6 カーゴトラック
49. ドイツ大型軍用乗用車 シュタイヤー 1500A/01
50. ドイツ無線指揮車 Sd.Kfz.250/3 グライフ
51. アメリカ軽装甲車 M8 グレイハウンド
52. WWII アメリカ歩兵 前線休息セット
53. ドイツ大型軍用指揮官車 コマンドワーゲン
54. ドイツ 20mm4連装機関砲38型
55. イギリス巡航戦車 クルセーダーMk.III
56. アメリカ M20 高速装甲車
57. WWII ジェネラルセット
58. 日本陸軍 95式小型乗用車 （くろがね四起）
59. アメリカ陸軍 1942年型スタッフカー（ドイツ語版）
60. ドイツ対戦車自走砲 マーダーIII （7.62cm Pak36搭載型）
61. WWII ドイツ アフリカ軍団歩兵セット
62. イギリス小型軍用車 10HP ティリー（英語版）
63. アメリカ現用多用途装輪車 “カーゴ キャリヤー”
64. ハノマーク装甲兵員輸送車D型 シュッツェンパンツァー
65. 日本海軍 コマツ G40 ブルドーザー
66. ドイツ ハノマークD型 “グランドスツーカ” ロケットランチャー搭載型
67. アメリカ現用多用途装輪車 “グレネードランチャー搭載型”
68. ドイツ対戦車自走砲 マーダーIII M （7.5cm Pak40搭載型）
69. ドイツ重駆逐戦車 ヤークトタイガー 初期生産型
70. ドイツ II号戦車A～C型 （フランス戦線）
71. ソビエト重戦車 JS-2 1944年型 ChKZ
72. イギリス歩兵戦車 マチルダMk.III/IV
73. ドイツIV号対空自走砲 メーベルワーゲン （3.7cm Flak43搭載型）
74. ドイツ 8輪重装甲車（英語版） Sd.Kfz.232
75. ドイツ重戦車 タイガーI 後期生産型
76. ソビエト装甲車 BA-64B
77. ソビエト 1.5トン カーゴトラック （1941年型）
78. ドイツ軍用サイドカー
79. アメリカ 2 1/2トン 6×6 フューエルトラック
80. ドイツ 6輪トラック Kfz.69 3.7cm対戦車砲牽引型
81. イギリス 装甲偵察車 ディンゴ Mk.II
82. イギリス駆逐戦車 M10 IIC アキリーズ
83. ドイツ軽戦車 38（t） E/F型
84. ドイツIV号戦車H型 （後期型）
85. ドイツ 3トン4×2カーゴトラック
86. ドイツ大型軍用乗用車ホルヒ タイプ1a
87. イギリス 7トン4輪装甲車 Mk.IV
88. 陸上自衛隊 10式戦車
89. ドイツ重駆逐戦車 エレファント
90. 陸上自衛隊 軽装甲機動車
91. ドイツ 38cm突撃臼砲 ストームタイガー
92. アメリカ M1A2 エイブラムス戦車
93. ドイツ重牽引車 SS-100
94. イギリス戦車 チャーチルMk.VII クロコダイル
95. アメリカ戦車 M4A3E8 シャーマン イージーエイト
96. 陸上自衛隊 16式機動戦闘車
97. ドイツ戦車 パンサーD型
98. ソビエト戦車 T-55
99. ソビエト中戦車 T-34-85
100. ドイツ 重対戦車自走砲 ナースホルン
101. イギリス主力戦車 チャレンジャー2 イラク戦仕様
102. WWⅡ ドイツ歩兵セット
103. ドイツ重戦車 タイガーⅠ初期生産型（東部戦線）
104. アメリカ M8 自走榴弾砲
105. イギリス 2トン 4×2 野戦救急車（英語版）
106. アメリカ軽戦車 M5A1 スチュアート